# La Canonja
La Canonja est une commune de la comarque du Tarragonès dans la province de Tarragone en Catalogne (Espagne).